# 에른스트 칼텐브루너
에른스트 칼텐브루너(독일어: Ernst Kaltenbrunner, 1903년 10월 4일 ~ 1946년 10월 16일)는 오스트리아 출신의 나치 독일 친위대 장성 겸 국가보안본부 본부장, 독일경찰청장이다.

## 생애
오버외스터라이히주의 리트임잉크라이스에서 변호사의 아들로 태어났고, 린츠와 그라츠에서 법학을 전공했다. 그는 나치의 주요 인사들과 마찬가지로 독실한 가톨릭 신자였다. 1926년 학위를 취득한 뒤 린츠와 잘츠부르크 등지에서 변호사로 일했고, 1932년 당시 비합법이었던 오스트리아 나치당과 친위대에 가입했다. 1934년 불법 정치 활동과 엥겔베르트 돌푸스 암살 음모에 가담했다는 혐의로 투옥되기도 했으나, 약 6개월 뒤 풀려나 이듬해에는 여단지도자로 진급해 오스트리아 친위대 지부의 최고 지도자가 되었다.
1938년 독일의 오스트리아 합병 후에는 제국 의회 의원으로 선출되었고, 집단지도자로 승격되었다. 2차 세계대전 중에는 무장친위대로 보직을 옮겼고, 주로 독일 내의 치안경찰 관리 업무를 담당했다. 1942년 6월 라인하르트 하이드리히가 체코에서 암살당한 뒤 독일경찰청장과 국가보안본부장에 임명되었고, 상급집단지도자와 경찰대장 칭호를 수여받아 게슈타포를 비롯한 독일 전역의 경찰력을 통제하는 위치로 격상되었다.
1944년 히틀러 암살미수 사건 때는 주모자와 가담자들의 재판과 처형을 담당했고, 동료였던 오토 스코르체니와 스탈린과 처칠, 루스벨트 등 연합국 지도자들의 암살기도 작전이었던 롱 점프 작전을 입안하기도 했다. 그러나 친위대 실권자였던 하인리히 힘러와는 계속 갈등 관계에 놓여 있었으며, 칼텐브루너의 계급이 오르고 권력이 강해질수록 양자 간의 권력투쟁도 심화되었다. 12월에는 최종적으로 무장친위대와 경찰대장(General der Polizei und Waffen-SS)으로 승진, 사실상 힘러 다음가는 친위대의 실권자로 자리를 굳혔다.
전쟁 말기였던 1945년 4월에는 힘러로부터 남부유럽의 독일군 총사령관에 임명되었으나, 전황 악화로 인해 5월에 사령부를 베를린에서 오스트리아로 옮겨 은거하다가 미군에 의해 체포되었다. 뉘른베르크 재판에서는 범죄 사실에 대한 명백한 증거와 아우슈비츠 강제 수용소 소장이었던 루돌프 회스의 증언에도 불구하고 자신의 혐의를 부인했으며, 심지어 진술서 등 관련 서류에 서명조차 하기를 거부했다. 최종 판결에서 전쟁범죄와 인도주의에 대한 죄가 인정되어 사형 판결을 받았고, 1946년 10월 16일 교수형으로 처형되었다.

## 같이 보기
- 일반친위대

### 참고 문헌
- Bartrop, P.R.; Grimm, E.E. (2022). 《The Holocaust: The Essential Reference Guide》. ABC-CLIO. ISBN 978-1-4408-7779-7.
- Breitman, Richard (1994). 〈Himmler, the Architect of Genocide〉.   David Cesarani. 《The Final Solution: Origins and Implementation》. London and New York: Routledge. ISBN 978-0-41515-232-7.
- CIA–Kent School. “The Last Days of Ernst Kaltenbrunner”. 《CIA–Kent School: Center for the Study of Intelligence》. 2008년 1월 9일에 원본 문서에서 보존된 문서. 2019년 7월 14일에 확인함.
- Conot, Robert E. (2000). 《Justice at Nuremberg》. New York: Carroll & Graf Publishers. ISBN 978-0-88184-032-2.
- Darnstädt, Thomas (2005). “Ein Glücksfall der Geschichte”. 《Der Spiegel》.
- Evans, Richard (2010). 《The Third Reich at War》. New York: Penguin. ISBN 978-0-14311-671-4.
- Fisher, Ernst F. Jr. (1993). 《Cassino to the Alps: The Mediterranean Theater of Operations》 (PDF). United States Army in World War II. Washington DC: United States Army Center of Military History. OCLC 31143820.
- Gerwarth, Robert (2012). 《Hitler's Hangman: The Life of Heydrich》. New Haven, CT: Yale University Press. ISBN 978-0-30018-772-4.
- Graber, G. S. (1978). 《The History of the SS》. New York: D. McKay. ISBN 0-679-50754-X.
- Grunberger, Richard (1993). 《Hitler's SS》. New York: Dorset Press. ISBN 978-1-56619-152-4.
- Hildebrand, Klaus (1984). 《The Third Reich》. London and New York: Routledge. ISBN 0-0494-3033-5.
- Höhne, Heinz (2001). 《The Order of the Death's Head: The Story of Hitler's SS》. New York: Penguin Press. ISBN 978-0-14139-012-3.
- Kahn, David (1978). 《Hitler's Spies: German Intelligence in World War II》. New York: MacMillan. ISBN 0-02-560610-7.
- Kershaw, Ian (2000). 《Hitler: 1936–1945, Nemesis》. New York: W. W. Norton & Company. ISBN 978-0-39304-994-7.
- Leidig, Michael (2001). “Nazi chief's seal found in Alpine lake”. 《The Telegraph》. 2008년 8월 31일에 원본 문서에서 보존된 문서.
- Longerich, Peter (2012). 《Heinrich Himmler: A Life》. Oxford; New York: Oxford University Press. ISBN 978-0-19-959232-6.
- Manvell, Roger; Fraenkel, Heinrich (2011). 《Goering: The Rise and Fall of the Notorious Nazi Leader》. New York: Skyhorse Publishing. ISBN 978-1-61608-109-6.
- Marrus, Michael R. (1997). 《The Nuremberg War Crimes Trial, 1945–46: A Documentary History》. Boston: Bedford Books. ISBN 978-0-31213-691-8.
- Miller, Michael (2015). 《Leaders of the SS and German Police, Vol. 2》. San Jose, CA: R. James Bender. ISBN 978-19-329-7025-8.
- Moorehead, Caroline (1999) [1998]. 《Dunant's Dream: War, Switzerland and the History of the Red Cross》. Carroll & Graf Publishing. ISBN 978-0786706099.
- Overy, Richard (2010). 《The Third Reich: A Chronicle》. New York: Quercus Publishing Inc. ISBN 978-1-62365-456-6.
- Read, Anthony (2005). 《The Devil's Disciples: Hitler's Inner Circle》. New York: Norton. ISBN 978-039332-697-0.
- Rosmus, Anna (2015). 《Hitlers Nibelungen: Niederbayern im Aufbruch zu Krieg und Untergang》 (독일어). Grafenau: Samples Verlag. ISBN 978-3-93840-132-3.
- Snyder, Louis L (1976). 《Encyclopedia of the Third Reich》. London: Robert Hale. ISBN 978-1-56924-917-8.
- Stackelberg, Roderick (2007). 《The Routledge Companion to Nazi Germany》. New York: Routledge. ISBN 978-0-41530-861-8.
- Weale, Adrian (2012). 《Army of Evil: A History of the SS》. New York; Toronto: NAL Caliber (Penguin Group). ISBN 978-0-451-23791-0.
- West, Nigel (2013). 《Historical Dictionary of World War II Intelligence》. Lanham, MD: Scarecrow Press). ISBN 978-0-81085-822-0.
- Wistrich, Robert (1995). 《Who's Who In Nazi Germany》. New York: Routledge. ISBN 978-0-41511-888-0.
- Yahil, Leni (1990). 《The Holocaust: The Fate of European Jewry, 1932–1945》. Oxford and New York: Oxford University Press. ISBN 0-19-504522-X.
- Zentner, Christian; Bedürftig, Friedemann (1991). 《The Encyclopedia of the Third Reich》. New York: Macmillan Publishing. ISBN 0-02-897500-6.

| (권한대행) 하인리히 힘러 | 제2대 국가보안본부장 1943년 1월 30일 ~ 1945년 5월 12일 | 후임 (폐지) |

| 전임 아르투어 네베 | 제8대 국제형사경찰기구 총재 1943년 1월 30일 – 1945년 5월 12일 | 후임 플로렌트 로우바게 |

| 전임 (신설) | 제1대 남독일 총사령관 1945년 4월 18일 – 1945년 5월 2일 | 후임 알베르트 케셀링 |